# 馬揚薩里
馬揚薩里（Mayangsari），本名阿古斯蒂娜·馬揚薩里（Agustina Mayangsari，1971年8月23日—），出生在印尼中爪哇，是一位印尼知名女歌手。

## 走紅期 1991年~1994年
1990年Mayangsari發行第一張個人專輯Gairah,但這張專輯在市場上不太成功.1991年Mayangsari發行第二張個人專輯Selamat Malam Cinta這張專輯使她在印尼演藝圈中開始有了知名度.1992年發行Pinta,1993年發行Agenda,1994年發行Biarkan Saja ,這幾張專輯都有不錯的銷售成績.

## 巔峰時期 1995年~2000年
1995年Mayangsari發行第五張個人專輯Rasa Cintaku,此專輯全亞洲銷售約為320萬張,這張專輯讓Mayangsari開始邁入天后的地位.1996發行Beri Kesempatan 這張專輯在全亞洲銷售約350萬張,1997年發行Harus Malam Ini 這張專輯在全亞洲銷售約為300萬張.1998年Mayangsari發行第八張個人專輯Tiada Lagi,這張專輯在印尼造成了轟動,此專輯是印尼音樂排行榜16週的冠軍,全亞洲銷售量約為500萬張.1999年發行第九張專輯Kusalah Menilai ,此專輯是印尼音樂排行榜18週的冠軍,全亞洲銷售量約為510萬張.2000年發行第十張專輯Ijinkan,在亞洲銷售量約為.360萬張.

## 私人生活
2000年Mayangsari與蘇哈托的兒子結婚，但當時蘇哈托的兒子已婚，這場婚姻在印尼造成轟動.

## 唱片
- Gairah (1990)
- Selamat Malam Cinta (1991)
- Pinta (1992)
- Agenda (1993)
- Biarkan Saja (1994)
- Rasa Cintaku (1995)
- Beri Kesempatan (1996)
- Harus Malam Ini (1997)
- Tiada Lagi (1998)
- Kusalah Menilai (1999)
- Ijinkan (2000)
- 20 Lagu Lagu Mayangsari(2000)
- Repackage (2005)